# Komitet Narodowy Polski w Poznaniu

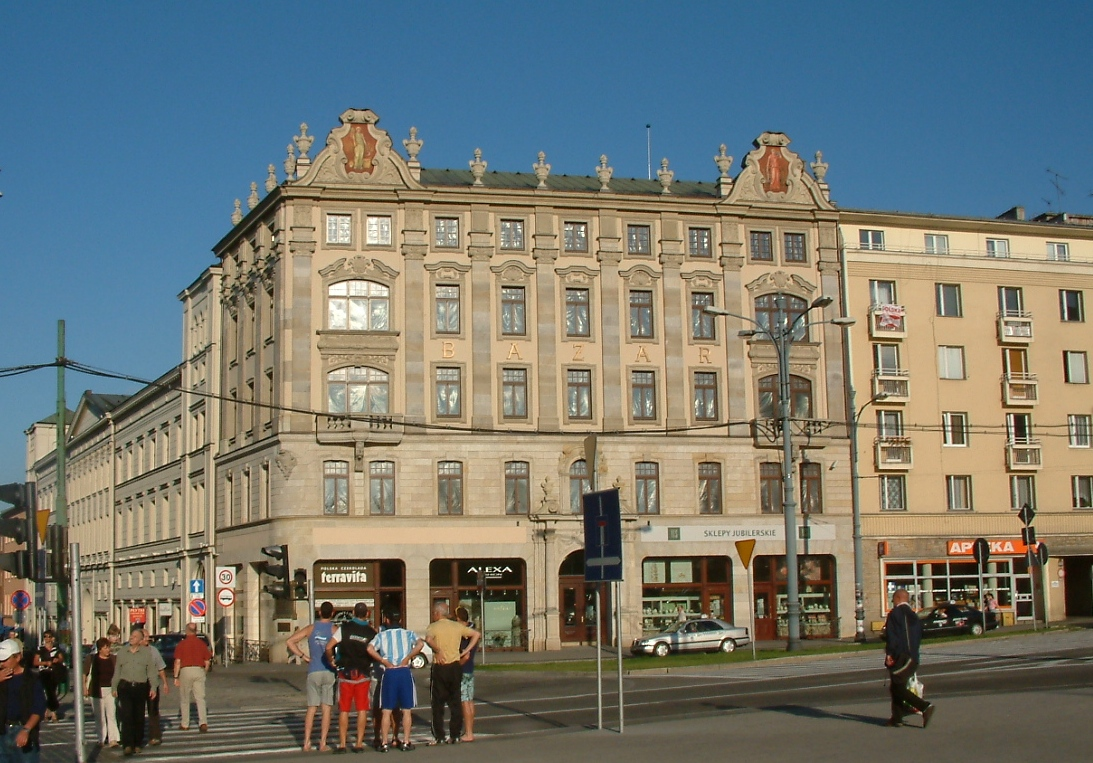
Hotel Bazar – siedziba Komitetu Narodowego

Komitet Narodowy – komitet utworzony przez Polaków z Wielkiego Księstwa Poznańskiego 20 marca 1848 w czasie Wiosny Ludów. Komitet miał pełnić rolę legalnej organizacji reprezentującej interesy polskie w negocjacjach z dworem pruskim. Jego siedzibą był poznański Hotel Bazar.

## Utworzenie Komitetu

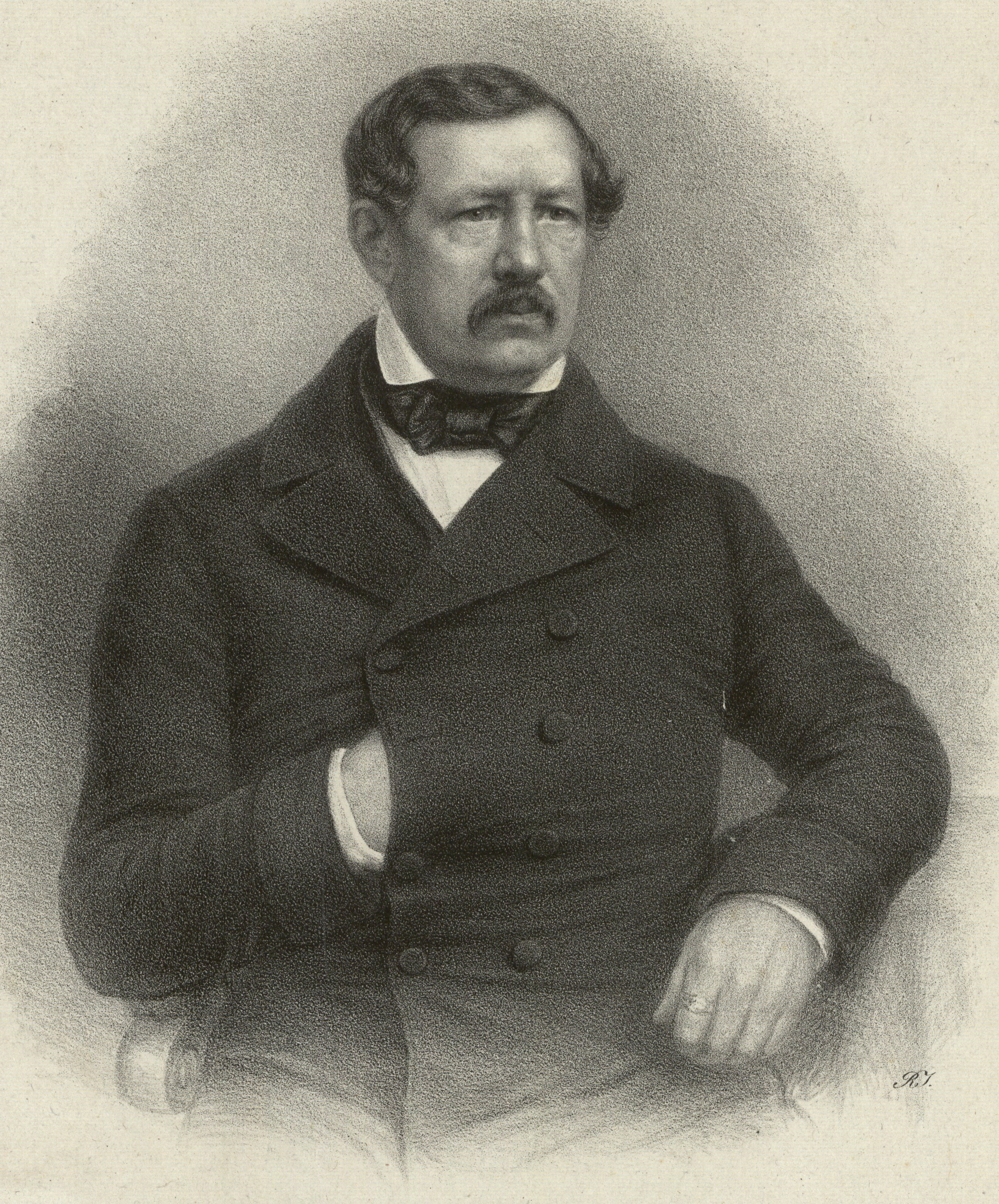
Gustaw Potworowski – przewodniczący Komitetu

Po nieudanej próbie wzniecenia powstania w 1846 polscy konspiratorzy w Wielkim Księstwie Poznańskim oczekiwali dogodniejszego momentu do kolejnego zrywu niepodległościowego. W pierwszej połowie marca 1848 do Wielkopolski napłynęły wiadomości o rewolucji w Paryżu. Otrzymano też informacje o rozruchach w Berlinie i  zwolnieniu z więzienia na Moabicie niedoszłego dyktatora powstania z 1846, Ludwika Mierosławskiego i działacza niepodległościowego Karola Libelta. Zdecydowano się działać i już 20 marca w poznańskim hotelu Bazar działacze niepodległościowi zawiązali Komitet Narodowy, grupujący przedstawicieli wszystkich stanów społecznych, z Gustawem Potworowskim na czele. Sformowanie Komitetu uznawane jest za symboliczną datę rozpoczęcia powstania wielkopolskiego.

## Skład
- Paweł Andrzejewski – przedstawiciel mieszczan (rzemieślników)
- Ryszard Berwiński
- Aleksander Brodowski – deputat do Berlina
- Józef Chosłowski – dołączył 21 marca
- Józef Esman – dołączył po 24 marca
- Antoni Fromholz
- Aleksander Guttry – członek Wydziału Wojennego K. N.
- Jan Chryzostom Janiszewski
- Cyprian Jarochowski
- Antoni Feliks Kraszewski – deputat do Berlina
- Jan Wilhelm Kassyusz
- Jakub Krotowski-Krauthofer – autor adresu do Fryderyka Wilhelma IV
- Karol Libelt – dołączył po 24 marca
- Teodor Teofil Matecki – organizator powstańczych służb medycznych z ramienia K. N.
- Maciej Mielżyński – deputat do Berlina
- Ludwik Mierosławski – przewodniczący Wydziału Wojennego i naczelny dowódca wojsk powstańczych; dołączył po 20 marca
- Jędrzej Moraczewski
- Władysław Niegolewski – dołączył 21 marca
- Jan Palacz – przedstawiciel włościan
- Maciej Palacz – przedstawiciel włościan, deputat do Berlina
- Gustaw Potworowski – przewodniczący K. N.
- Aleksy Prusinowski
- Roger Maurycy Raczyński – deputat do Berlina, później deputat na rozmowy z Polakami w Galicji
- Michał Słomczewski – dołączył 24 marca
- Walenty Stefański
- Henryk Szuman – deputat do Berlina
- Pantaleon Szuman – dołączył po 24 marca
- Włodzimierz Adolf Wolniewicz – dołączył po 24 marca

## Działalność

### Adres do króla
Pierwszym posunięciem Komitetu było sporządzenie adresu do króla Fryderyka Wilhelma IV. Dokument ten zredagował Jakub Krotowski-Krauthofer. 21 marca do Berlina wysłano deputację w składzie: Aleksander Brodowski, Antoni Kraszewski, Maciej Mielżyński, Maciej Palacz, Roger Maurycy Raczyński i – jako jej przewodniczący – abp Leon Przyłuski. W piśmie do króla domagano się przyznania zagarniętym w latach 1772–1795 ziemiom polskim niepodległości. Jednak król otrzymał złagodzoną wersję tego adresu (zmienioną przez Przyłuskiego). W zmienionym adresie znalazł się postulat wprowadzenia autonomii Wielkiego Księstwa Poznańskiego na wzór Królestwa Polskiego sprzed 1830, tj: narodowa (polska) organizacja Księstwa, utworzenie polskiego korpusu wojskowego, wycofanie oddziałów pruskich oraz powstanie polskiej administracji.
Deputacja polska została przyjęta przez Fryderyka Wilhelma IV 23 marca, ale nie odniósł się on do przedstawionych mu postulatów pozytywnie. Inaczej zareagował premier Adolf Heinrich von Arnim-Boitzenburg, który obiecał deputacji (jednak tylko ustnie) spełnienie postulatów, przy czym zamiast polskiego korpusu miała powstać polska gwardia narodowa.

### Inne działania
Chcąc uzyskać jak najszersze poparcie społeczeństwa, członkowie Komitetu wydali kilka postępowych postanowień. Do najważniejszych należały: ogłoszenie równouprawnienia Żydów oraz zniesienie 1 kwietnia części obowiązków dworskich, którymi obciążeni byli chłopi. Nawiązano także rozmowy z kręgami patriotycznymi w Galicji, gdzie skierowano jako delegata Rogera Raczyńskiego.
Po wprowadzeniu 3 kwietnia stanu oblężenia przez pruskiego gen. Friedricha Colomba Komitet zdecydował się podjąć radykalniejsze działania. Wezwano do tworzenia lokalnych oddziałów powstańczych, które miały się szkolić i powiększać stany liczebne w organizowanych przez Ludwika Mierosławskiego obozach we: Wrześni, Miłosławiu, Środzie Wielkopolskiej, Nowym Mieście, Książu Wielkopolskim i Pleszewie. Komitet wyłonił też spośród siebie Rząd Tymczasowy, który składał się z trzech działaczy: Gustawa Potworowskiego, Karola Libelta oraz Walentego Stefańskiego.

## Rozwiązanie Komitetu
11 kwietnia Komitet – w osobach swoich przedstawicieli: Karola Libelta i Walentego Stefańskiego – zawarł jeszcze ugodę w Jarosławcu (z ramienia monarchii umowę podpisał gen. Karl Wilhelm von Willisen). Porozumienie przewidywało, że polska administracja miała objąć Wielkie Księstwo, ale po rozwiązaniu większości sił powstańczych. Jednak sami Prusacy umowy nie przestrzegali i pomiędzy 14 a 25 kwietnia ograniczyli możliwą autonomię do 9 wschodnich powiatów Księstwa. Gen. Colomb ostatecznie zaś odarł ze złudzeń polskich działaczy, atakując 29 kwietnia obóz pod Książem. W tej sytuacji, 30 kwietnia Komitet podjął decyzję o samorozwiązaniu. Część członków podjęła jednak aktywną walkę z Prusakami, zakończoną kapitulacją pod Bardem w dniu 9 maja.